# Granges-le-Bourg
Granges-le-Bourg – miejscowość i gmina we Francji, w regionie Burgundia-Franche-Comté, w departamencie Górna Saona.
Według danych na rok 1990 gminę zamieszkiwało 306 osób, a gęstość zaludnienia wynosiła 30 osób/km² (wśród 1786 gmin Franche-Comté Granges-le-Bourg plasuje się na 449. miejscu pod względem liczby ludności, natomiast pod względem powierzchni na miejscu 424.).